# What We Do in the Shadows
What We Do in the Shadows (bra:O Que Fazemos nas Sombras) é um mocumentário de comédia e terror apresentado no Festival Sundance de Cinema de 2014. Foi escrito e dirigido por Jemaine Clement e Taika Waititi e é a primeira parte da franquia What We Do in the Shadows. O enredo do filme diz respeito a vários vampiros que vivem juntos em um apartamento em Wellington.
No Brasil, a Mares Filmes lançou o filme em edição limitada e definitiva em blu-ray em parceria com a Versátil Home Vídeo em 2021.

## Produção
Foi filmada em Wellington em setembro de 2012 e foi o primeiro longa de Waititi desde Boy.
Stu Rutherford, um técnico de TI e amigo de escola de Waititi na vida real, foi inicialmente informado que ele teria apenas uma pequena parte do filme para que ele agisse de forma mais natural durante as filmagens. Ele não percebeu que seu papel era tão importante até a estreia do filme.

## Recepção
No Rotten Tomatoes, o filme detém uma taxa de aprovação de 96% com base em 187 críticas. O consenso crítico do site diz: "Mais inteligente, mais fresco e mais engraçado do que um filme de vampiro moderno tem o direito de ser, What We Do in the Shadows é uma diversão sangrenta." No Metacritic, o filme tem uma pontuação média ponderada de 76 em 100, com base em 33 críticos, indicando "avaliações geralmente favoráveis".